# 維亞切斯拉夫·卡拉什尼科夫
維亞切斯拉夫·安德烈耶維奇·卡拉什尼科夫（俄语：Вячеслав Андреевич Калашников，1985年5月12日—）是一名俄羅斯足球員。

## 外部連結
- Профиль игрока на сайте ФК «Амкар» （页面存档备份，存于）
- Интервью Вячеслава Калашникова （页面存档备份，存于）